# エイミー・シャーク
エイミー・シャーク（本名Amy Louise Billings, 1986年5月14日 - ）は、オーストラリアのシンガーソングライター、プロデューサーである。ゴールドコースト (クイーンズランド州)の出身。彼女は2016年リリースのシングル「Adore」で知られるようになり、同曲はオーストラリアのFMラジオ局Triple J主催の「Triple J Hottest 100, 2016」で2位に選ばれた。2017年にはARIA賞受賞。2018年にリリースしたデビューアルバム『Love Monster』はオーストラリアのARIAチャートで1位を記録した。

## 生い立ち
エイミー・シャークはゴールドコーストで生まれ育ち、サウスポート州立高校を卒業し10代を過ごした。エイミーは高校を卒業した後、ニュージーランド生まれのゴールドコースト在住のShane Billingsと出会い、2013年5月11日に彼と結婚した。二人は、ブロードビーチ・ウォーターズ地区に在住。エイミー・シャークはYouTubeで2014年より音楽家として活動を続けている。

## 来歴

### 2016年～現在: キャリアの始まりは、「Adore」&『Love Monster』
2016年に、エイミーはクイーンズランド・ミュージック・アワードのポップソング賞を「Golden Fleece」で受賞、オーストラリアの全国ツアーを始めた。彼女は、プロデューサーのM-PhazesとCam Bluffらのプロデュース支援を受けて、2016年7月にシングル「Adore」をリリースし、さらに、Silverchairの曲『Miss You Love』をラジオ局Triple Jの番組Like a Versionにてカバーした。
「Adore」がTriple Jによって重点的に放送された結果、メジャーレーベル間の獲得競争につながり、2016年11月、エイミーは最終的にソニー・ミュージック・オーストラリアと契約した。エイミーは、WonderlickチームとソニーのDenis Handlinらとの打ち合わせ後、「居心地が良かった。今、音楽に全エネルギーを注力することにとてもワクワクしています」と語った。
2017年1月には、Flumeの「Never Be like You」と並んで、エイミーはTriple J Hottest 100, 2016の1位を獲得する2大フロントランナーの一人となったが 、後になって、2位となった。3月に、彼女は初EP盤『Night Thinker』に続いて、シングル「Weekends」をリリースし、ARIAチャートで最高２位を得た。2017年4月に彼女はゴールドコースト・ミュージック・アワードの最優秀アーティスト賞および最優秀ソング賞を受賞した。 2017年11月初旬には、エイミーはAppleのApple Music『UpNext』アーティストに選出され 、2017年11月15日に『レイト×2ショー with ジェームズ・コーデン』に出演し「Adore」を演奏した。さらに2018年3月13日の『ザ・トゥナイト・ショー・スターリング・ジミー・ファロン』でも同曲を披露した。エイミーは、2018年3月、映画『Love, サイモン 17歳の告白』のサウンドトラックに「Sink In」を提供した 。そのサウンドトラック曲は、ビルボード 200にて初登場37位を記録した。
2018年4月11日、エイミーは、翌々日のリリースを控えるシングル曲「I Said Hi」をTriple Jで初演した 。コメディアンでデジタルラジオ番組「Luke and Lewis」のホストの2人は、紙ポスターやメガフォンを使ったり、手作りの大きな応援幕をFox FMメルボルン局のロゴ看板の横に掲げたりして、自発的に同曲を宣伝した。これはInstagramでも活動していた彼女の目に留まることになった。彼女のデビューアルバム『Love Monster』は、2018年7月13日にリリースされた。
2018年4月にゴールドコーストで開催されたコモンウェルスゲームズの閉会式で、エイミーはアボリジニの人気歌手アーチー・ローチと共演した。

## ディスコグラフィー

### アルバム
| タイトル     | 詳細 | チャートのピーク順位 | チャートのピーク順位 | チャートのピーク順位 | チャートのピーク順位 |
| タイトル     | 詳細 | AUS                  | NZ                   | SWI                  | US Heat.             |
| ------------ | --- | -------------------- | -------------------- | -------------------- | -------------------- |
| Love Monster | - 発売：2018年7月13日 - レーベル: Wonderlick、 ソニー (LICK021) - フォーマット:CD、デジタル、ビニールストリーミング | 1                    | 7                    | 34                   | 2                    |

### コンパクト盤
| タイトル      | 詳細 | チャート順位 | チャート順位 | チャート順位 |
| タイトル      | 詳細 | AUS          | NZ Heat.     | US Heat.     |
| ------------- | --- | ------------ | ------------ | ------------ |
| Night Thinker | - 発売：2017年4月21日 - レーベル: Wonderlick、ソニー (LICK019) - フォーマット:CD、デジタル、ビニール、ストリーミング | 2            | 1            | 8            |

### シングル
| "Spits on Girls"                          | 2014 | —  | —  | —  | —  |                     | アルバムなし  |
| "Golden Fleece"                           | 2016 | —  | —  | —  | —  |                     | アルバムなし  |
| "Adore"                                   | 2016 | 3  | 8  | 32 | 17 | - ARIA: 3× Platinum | Night Thinker |
| "Weekends"                                | 2017 | 59 | 10 | —  | —  | - ARIA: Platinum    | Night Thinker |
| "Drive You Mad"                           | 2017 | —  | —  | —  | —  |                     | Night Thinker |
| "I Said Hi"                               | 2018 | 6  | 8  | —  | 38 | - ARIA: 2× Platinum | Love Monster  |
| "Don't Turn Around"                       | 2018 | —  | 10 | —  | —  |                     | Love Monster  |
| "Psycho" (featuring Mark Hoppus)          | 2018 | —  | —  | —  | —  |                     | Love Monster  |
| "All Loved Up"                            | 2018 | 72 | —  | —  | —  |                     | Love Monster  |
| "—"は未発売またはチャート圏外を意味する。 |      |    |    |    |    |                     |               |

注釈
1. ↑  "Drive You Mad" did not enter the ARIA Top 100 Singles Chart, but peaked at number 15 on the Australian Artists Singles Chart.[35]
2. ↑  "Don't Turn Around" did not enter the ARIA Top 100 Singles Chart, but peaked at number 16 on the Australian Artists Singles Chart.[38]
3. ↑  "Psycho" did not enter the ARIA Top 100 Singles Chart, but peaked at number 14 on the Australian Artists Singles Chart.[40]

## 受賞歴

### ARIA Awards
ARIAミュージック・アワードは、オーストラリアの音楽のあらゆるジャンルの優れた作品を表彰する、1978年に始まった年間音楽賞である。エイミー・シャークは、2017年のARIA Awardsで６つの賞にノミネートされ、「Best Pop Release」賞と「Breakthrough Artist」賞を受賞した。
| 年   | ノミネート作品  | 部門                | 結果       |
| ---- | --------------- | ------------------- | ---------- |
| 2017 | Night Thinker   | Album of the Year   | ノミネート |
| 2017 | Night Thinker   | Best Female Artist  | ノミネート |
| 2017 | Night Thinker   | Best Pop Release    | 受賞       |
| 2017 | Night Thinker   | Breakthrough Artist | 受賞       |
| 2017 | "Drive You Mad" | Best Video          | ノミネート |
| 2017 | "Adore"         | Song of the Year    | ノミネート |

### APRA Awards
APRAアワードは、Australasian Performing Right Association (APRA)によって開催されているオーストラリアの授賞式典で、音楽賞は、毎年、作曲や編曲のスキル、売上および放送実績を基に表彰される。 エイミー・シャークは、2018年のAPRAアワードの3部門にノミネートされ、「Pop Work of the Year」賞を受賞した。
| 年   | ノミネート作品 | 部門                        | 結果       |
| ---- | -------------- | --------------------------- | ---------- |
| 2017 | "Adore"        | Song of the Year            | ノミネート |
| 2018 | "Adore"        | Pop Work of the Year        | 受賞       |
| 2018 | "Adore"        | Most Played Australian Work | ノミネート |
| 2018 | "Weekends"     | Song of the Year            | ノミネート |